# Ouissam Alaouite
Bei dem Orden Ouissam Alaouite (arabisch وسام علوي, DMG Wisām ʿAlawī ‚alawidischer Orden‘) handelt es sich um den höchsten Orden des Königreichs Marokko. Sultan Moulay Youssef stiftete diesen Orden 1913 für besondere zivile und militärische Leistungen.

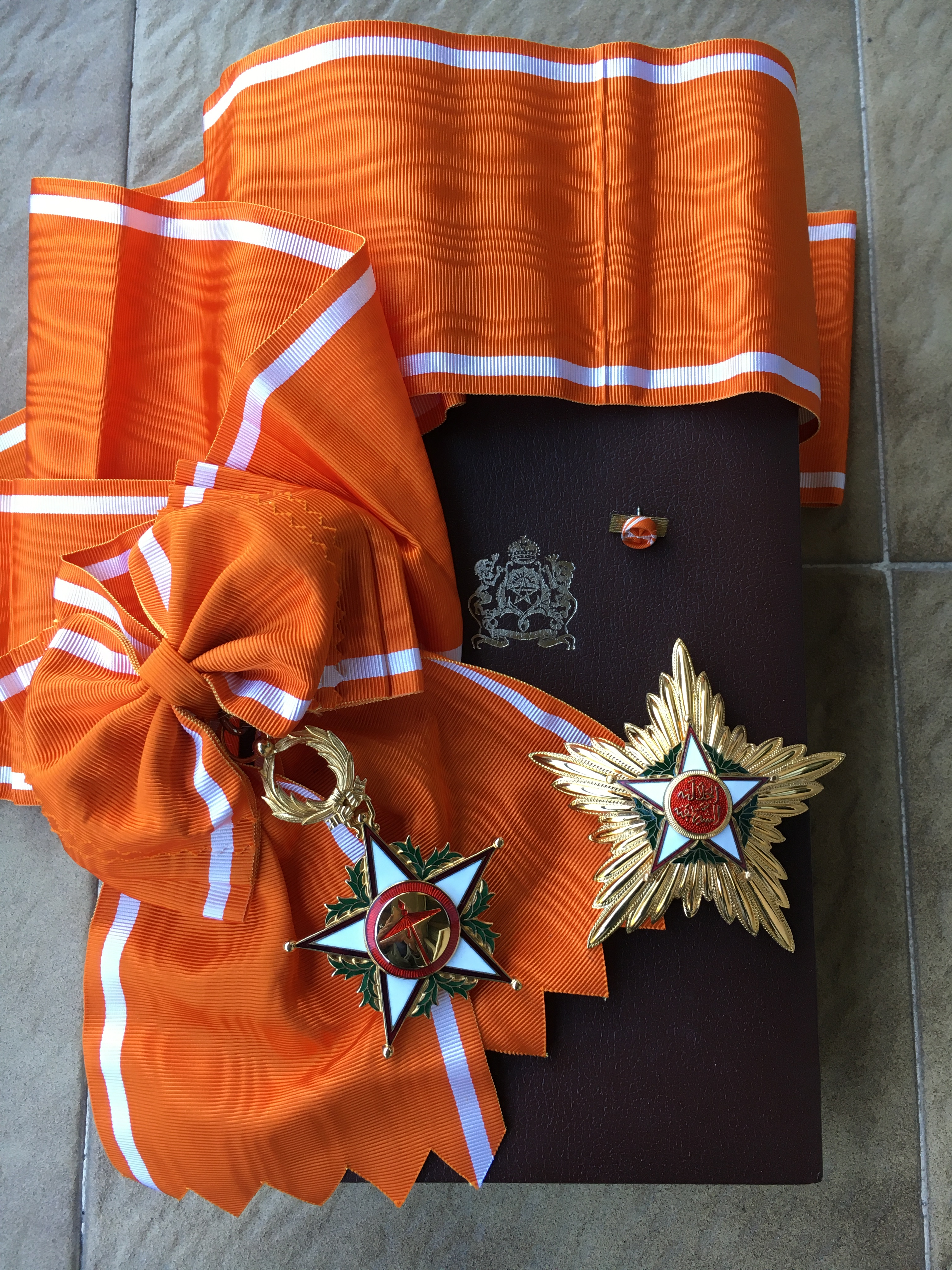
Die Stufe Großkreuz des Ordens Ouissam Alaouite

Er ist vergleichbar mit dem Legion of Merit, der vom Militär der Vereinigten Staaten von Amerika verliehen wird.

## Klassen
Der Orden wird in fünf Stufen verliehen:
- Großkreuz
- Großoffizier
- Kommandeur
- Offizier
- Ritter

## Auswahl bekannter Träger
Träger des Ordens sind unter anderem:
Großkreuz
- Dwight D. Eisenhower – Präsident der Vereinigten Staaten von Amerika
- George C. Marshall – US-General (Marshallplan)
- André Malraux – französischer Schriftsteller und Staatsmann
- Albert I. – König der Belgier (1909–1934)
- René Pleven[1]

Großoffizier
- Josep Borrell[2]
- Saint-Just Péquart
- Jef Scherens

Siehe Kategorie:Träger des Ouissam Alaouite

## Namensgebung
„Ouissam“ wird im Arabischen als weiblicher und auch als männlicher Vorname vergeben.